# Лермитт, Тьерри
Тьерри́ Лерми́тт (фр. Thierry Lhermitte; род. 24 ноября 1952, Булонь-Бийанкур) — французский актёр, известный преимущественно по ролям комедийного плана.
Вместе с Кристианом Клавье и другими известными актёрами является участником французской труппы Le Splendid.

## Биография
Родился в 1952 году в Булонь-Бийанкур. Тьерри Лермитт является правнуком художника Леона Лермитта, внуком невролога и психиатра Жана Лермитта и племянником невролога Франсуа Лермитта.
Наделённый хорошими математическими способностями, Тьерри решает закончить экономические курсы в лицее Луи Пастера в Нёйи-сюр-Сен. Там он знакомится с Кристианом Клавье и Жераром Жуньо. Вместе они начинают выступать в Кафе-Театр где и создают труппу «Le Splendid». Позже к ним присоединяется Мари-Анн Шазель. Некоторые их сценки впоследствии окажутся экранизированы.
В 1984 он сыграл главную роль в фильме Клода Зиди «Откройте, полиция!», принесшую ему известность. В дальнейшем актёр появился и в двух продолжениях ставшей культовой  кинокомедии.
Имеет троих детей: Астрэ, Виктора и Луизу.

## Фильмография
- 1973 — Год 01 / L’An 01
- 1974 — Вальсирующие / Les Valseuses
- 1975 — Не надо молчать потому, что нечего сказать / C’est pas parce qu’on a rien à dire qu’il faut fermer sa gueule
- 1975 — Пусть начнётся праздник / Que la fete commence
- 1976 — Осторожно — глаза! / Attention les yeux !
- 1976 — Дальше — некуда / On aura tout vu
- 1976 — Ф… как Фэрбэнкс / F… Comme Fairbanks
- 1977 — Черт в коробке / Le Diable dans la boîte
- 1977 — Вы не получите Эльзас и Лотарингию / Vous n’aurez pas l’Alsace et la Lorraine
- 1977 — Любовь на траве / L’Amour en herbe
- 1977 — Испорченные дети / Des enfants gates
- 1978 — Раз вам не нравится, не мешайте другим / Si vous n’aimez pas ça, n’en dégoûtez pas les autres
- 1978 — Последний романтический любовник / Le Dernier amant romantique
- 1978 — Загорелые / Les bronzes
- 1979 — У героев не мёрзнут уши / Les Héros n’ont pas froid aux oreilles
- 1979 — Загорелые на лыжах / Les bronzes font du ski
- 1980 — Ну что... доволен? / Alors... Heureux ?
- 1980 — Банкирша / La Banquière
- 1980 — Клара и шикарные типы / Clara et les chics types
- 1981 — В следующем году, если всё будет хорошо / L’année prochaine, si tout va bien
- 1981 — Мужчины предпочитают толстушек / Les Hommes preferent les grosses
- 1982 — Ей повсюду мерещатся гномы / Elle voit des nains partout!
- 1982 — Необходимая самооборона / Legitime Violence
- 1982 — Дед Мороз — отморозок / Le Père Noël est une ordure
- 1983 — Мужчина по мне / Un homme a ma taille
- 1983 — Женщина моего друга / La femme de mon pote
- 1983 — Рок-н-тора / Rock 'n Torah
- 1983 — Невеста / La fiancee qui venait du froid
- 1983 — Стелла / Stella
- 1983 — Осведомитель / L’indic
- 1983 — Папаша сопротивляется / Papy fait de la résistance
- 1984 — Свита / La Smala
- 1984 — Откройте, полиция! / Les Ripoux
- 1984 — Французский любовник / French Lover
- 1985 — Свадьба века / Le Mariage du siecle
- 1985 — Короли шутки / Les Rois du gag
- 1986 — Ночь наслаждения / Nuit d’ivresse
- 1987 — Последнее лето в Танжере / Dernier été à Tanger
- 1987 — Проклятый Фернан / Fucking Fernand
- 1990 — Карьера, сделанная на диване / Promotion canapé
- 1990 — Откройте, полиция! 2 / Ripoux contre ripoux
- 1990 — Праздник отцов / La Fête des pères
- 1990 — Тысяча и одна ночь / Les 1001 nuits
- 1991 — Одной ногой в раю  / Un piede in paradiso
- 1991 — Профессиональные тайны доктора Апфельглюка / Les secrets professionnels du Dr Apfelgluck
- 1991 — Тотальная слежка / La Totale !
- 1992 — Зебра / Le Zèbre
- 1993 — Танго / Tango
- 1993 — Фанфан / Fanfan
- 1993 — Тень сомнения / L’ombre du doute
- 1993 — Месть блондинки / La vengeance d’une blonde
- 1994 — Они не забывают никогда / Elles n’oublient jamais
- 1994 — Коварство славы / Grosse Fatigue
- 1994 — Индеец в Париже / Un indien dans la ville
- 1995 — Все дни воскресенье / Tous les jours dimanche
- 1995 — Августин / Augustin
- 1996 — Фиктивный брак / Ma femme me quitte
- 1996 — Не стоило!… / Fallait pas!…
- 1997 — Сёстры Солей / Les sœurs soleil
- 1997 — Жить как короли / Comme des rois
- 1997 — Маркиза / Marquise
- 1997 — Четыре многообещающих мальчика / Четверка парней, подающих надежды / Quatre garçons pleins d’avenir
- 1997 — Американский оборотень в Париже / Le Loup-garou de Paris / An American Werewolf in Paris
- 1998 — Ужин с придурком / Le Dîner de cons
- 1998 — Милосердный бизнес / Charite biz’ness
- 1998 — Коллеги / Les collègues
- 1999 — Незначительное влияние / Trafic d’influence
- 1999 — Самое счастливое место на Земле / Le plus beau pays du monde
- 1999 — Я не виноват / C’est pas ma faute!
- 2000 — Мечта всех женщин / Meilleur espoir feminin
- 2000 — Принц жемчужного острова / Le prince du Pacifique
- 2000 — Преподаватель / Le prof
- 2000 — Вторая жизнь / Deuxième vie
- 2000 — Хороший план / Bon plan
- 2001 — Хамелеон / Le Placard
- 2001 — Роман Лулу / Le roman de Lulu
- 2002 — А теперь, дамы и господа / And Now… Ladies and Gentlemen?
- 2002 — Парни из «Драгстора» / La Bande du Drugstore
- 2002 — Частное расследование / Une affaire privée
- 2002 — Странные сады (2003) / Effroyables jardins
- 2003 — Максимальный экстрим / Snowboarder
- 2003 — Развод / Le Divorce
- 2003 — Эта женщина / Cette Femme-là
- 2003 — Плохое настроение / Mauvais esprit
- 2003 — Откройте, полиция! 3 / Ripoux 3
- 2003 — Ключи от машины / Les Clefs de bagnole
- 2004 — Американец / L’Américain
- 2004 — Проигравший получает все / Qui perd gagne!
- 2004 — Караул, мне 30 лет! / Au secours, j’ai 30 ans!
- 2004 — Бывшая подруга жизни / L’Ex-femme de ma vie
- 2005 — Плюшевый синдром / L' Antidote
- 2005 — Фун / Foon
- 2006 — Весёлые и загорелые 3 / Les bronzés 3: amis pour la vie
- 2006 — Неуправляемый / Incontrôlable
- 2006 — Как все / Comme tout le monde
- 2007 — 13 квадратных метров / 13 m²
- 2007 — Гость / L’invité
- 2007 — Ключ / La clef
- 2008 — Наш безжалостный мир / Notre univers impitoyable
- 2008 — Лечится ли это? / Ca se soigne?
- 2009 — Без обид / Sans rancune!
- 2009 — Однажды в Версале / Bancs publics (Versailles rive droite)
- 2009 — Свистун / Le siffleur
- 2010 — Тельма, Луиза и Шанталь / Thelma, Louise et Chantal
- 2013 — Набережная Орсе / Quai d'Orsay — Александр Теярд де Вормс
- 2014 — Красное такси /  Benoît Brisefer: Les Taxis rouges
- 2015 — Наши жёны /  Nos femmes
- 2016 — Моя семья уже любит вас / Ma famille t'adore déjà
- 2018 — Финал / La finale
- 2021 — Тайна Сен-Тропе / Mystère à Saint-Tropez
- 2021 — Поэтому мы танцуем / Alors on danse

## Награды и номинации
Профессиональные
- Приз Жана Габена (1981) — победа
- Премия Люмьер (2014) за лучшую мужскую роль  («Набережная Орсе») — номинация

Государственные
- Орден Почётного легиона (2001)[2]
- Орден «За заслуги» (2005)[3]